# Partenavia P.68
Le Partenavia P.68 est un avion léger bimoteur à six places, conçu par Luigi Pascale (en) et fabriqué par le constructeur italien Partenavia. Il réalise son premier vol le 25 mai 1970 et a été construit à plus de 450 exemplaires. Depuis la faillite de Partenavia en 1998, le P.68 est construit et commercialisé par Vulcanair (en).

## Historique
Le Partenavia P.68 Victor réalise son premier vol le 25 mai 1970 et est certifié en novembre 1971. C'est un avion monoplan à ailes hautes disposant de deux moteurs à pistons Lycoming IO-360-A1B6 de 200 ch chacun, et à train tricycle fixe. Mesurant 9,2 m de long et 12 m d'envergure, d'une masse maximale au décollage de 1 860 kg, il peut transporter 6 personnes,.
Le P.68B Victor, certifié en mai 1974, fait passer la longueur à 9,35 m. En dérivent les versions P.68R Victor et P.68C, certifiées respectivement en juillet 1978 et juillet 1979, qui font passer la longueur à 9,55 m, et disposent d'un train d'atterrissage rétractable pour le P.68R et d'un radar météorologique pour le P.68C. Le P68C-TC, certifié en avril 1980, est quant à lui équipé de moteurs avec turbocompresseur Lycoming TO-360-C1A6D de 210 ch chacun.
Dérivé du P.68B et certifié en juin 1980, le P.68 Observer est un avion de reconnaissance muni d'un nez transparent. Une version P.68-TC Observer équipée de moteurs avec turbocompresseur est certifiée en juin 1985. Le P.68 Observer 2 est une version modernisée du P.68 Observer certifiée en novembre 1989.
Le AP68TP-300 Spartacus, certifié en juin 1985, dispose d'un fuselage allongé à 9,90 m et de deux turbopropulseurs Allison 250-B17C de 328 ch chacun. Le AP68TP-600 Viator certifié en août 1986 allonge encore le fuselage et peut transporter jusqu'à 11 personnes.
En avril 1998, Vulcanair (en) acquiert le certificat de type, les pièces détachées et l'usine à Milan du P.68. L'entreprise commercialise les versions P.68R, P.68C, P.68C TC, P.68TC Observer, P.68 Observer 2 et AP68TP-600 A-Viator.

## Versions

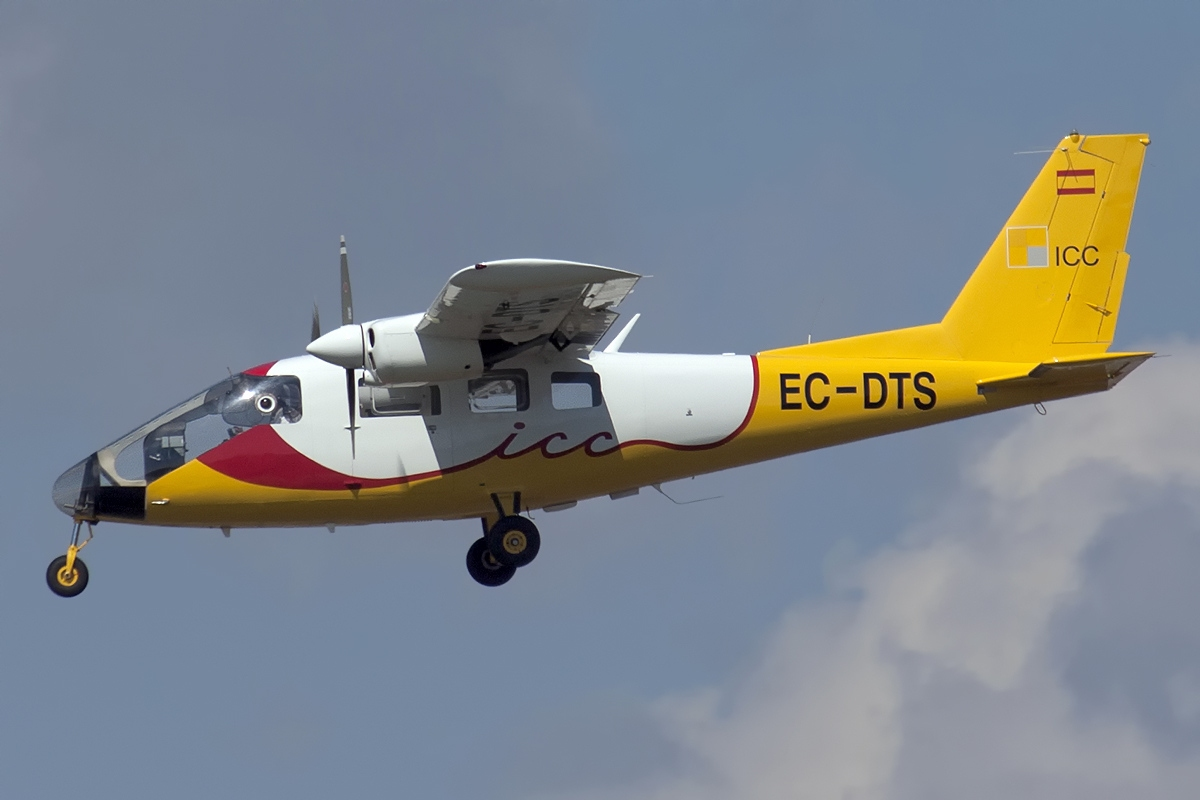
P.68 Observer appartenant à l'Institut Cartogràfic i Geològic de Catalunya.

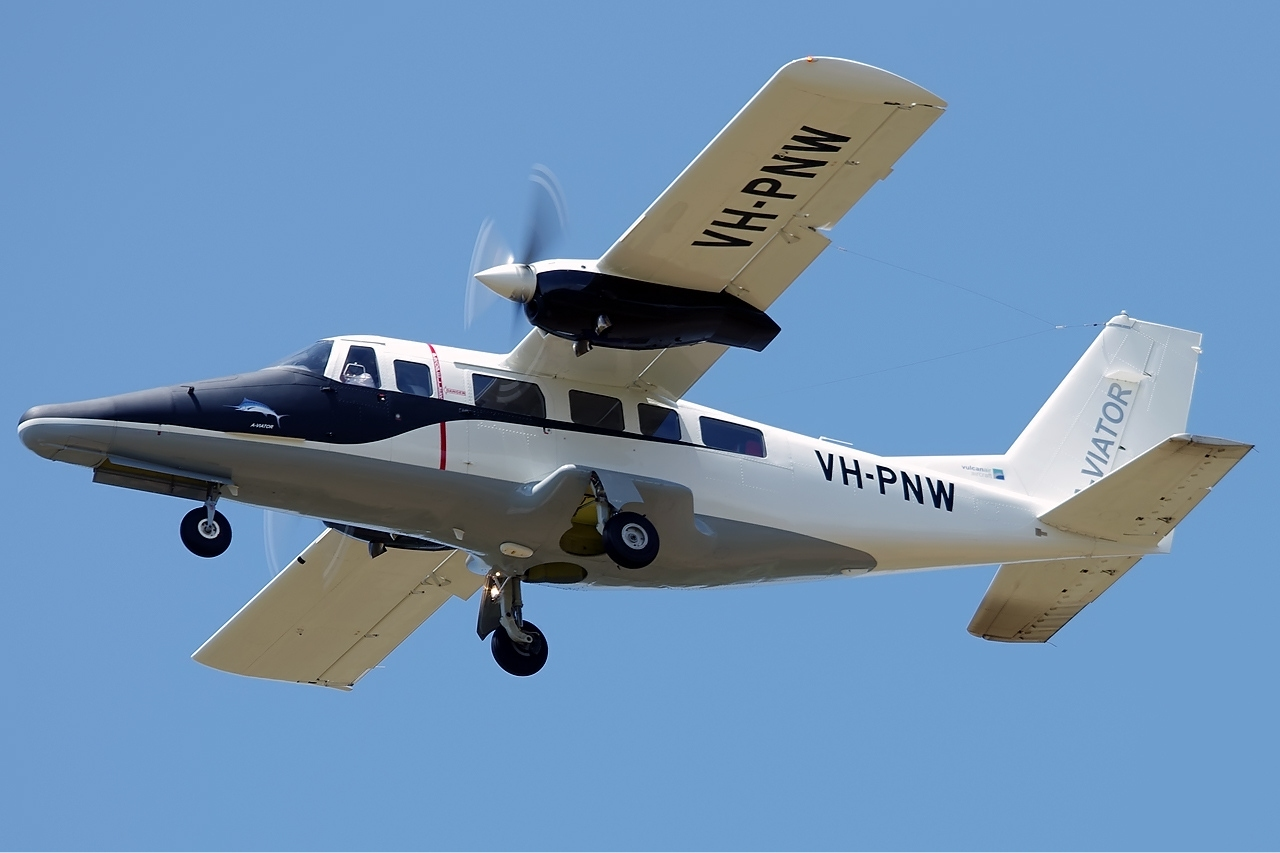
AP68TP-600 Viator, avec son fuselage allongé et son train rétractable.

| Modèle               | Certification | Moteur                 | Longueur      |
| -------------------- | ------------- | ---------------------- | ------------- |
| P.68 Victor          | novembre 1971 | Lycoming IO-360-A1B6   | 9,2 m         |
| P.68B Victor         | mai 1974      | Lycoming IO-360-A1B6   | 9,35 m        |
| P.68R                | juillet 1978  | Lycoming IO-360-A1B6   | 9,55 m        |
| P.68C                | juillet 1979  | Lycoming IO-360-A1B6   | 9,55 m        |
| P.68C-TC             | avril 1980    | Lycoming TO-360-C1A6D  | 9,55 m        |
| P.68 Observer        | juin 1980     | Lycoming IO-360-A1B6   | 9,43 m        |
| AP68TP-300 Spartacus | décembre 1983 | Allison 250-B17C       | 9,90 m        |
| P.68-TC Observer     | juin 1985     | Lycoming TIO-360-C1A6D | 9,15 m        |
| AP68TP-600 Viator    | août 1986     | Allison 250-B17C       | 10,89-11,27 m |
| P.68 Observer 2      | novembre 1989 | Lycoming IO-360-A1B6   | 9,15-9,54 m   |